# Levice
Levice és una ciutat d'Eslovàquia. Es troba a la regió de Nitra, és capital del districte homònim. La primera menció escrita de la vila es remunta al 1156.

## Demografia
| Godina             | 1994   | 2004   | 2014   | 2024    |
| ------------------ | ------ | ------ | ------ | ------- |
| Nombre de persones | 36.176 | 36.310 | 33.977 | 30.556  |
| Diferència         |        | +0,37% | −6,42% | −10,06% |

| Godina             | 2023   | 2024   |
| ------------------ | ------ | ------ |
| Nombre de persones | 30.823 | 30.556 |
| Diferència         |        | −0,86% |

## Ciutats agermanades
Levice està agermanada amb:
- Boskovice, República Txeca
- Náměšť na Hané, República Txeca
- Rtísxevo, Rússia
- Ruda Śląska, Polònia
- Skierniewice, Polònia